# 刣豬厝
刣豬厝，是臺灣臺南市歸仁區的一個傳統地域名稱，位於該區西部偏南。相較於今日行政區，其範圍大致包括武東里不含南部偏東凸出部分、沙崙里西端北段及中段、大潭里西北端凸出部分。

## 歷史
台灣日治初期，刣豬厝地區為一（舊制）街庄，稱為「刣豬厝庄」，隸屬於崇德西里。該庄北與上崙仔庄、崙仔頂庄為鄰，東與沙崙庄為鄰，南邊為林仔邊庄、大潭庄、中洲庄，西邊為港墘庄。
1901年（日治明治三十四年）11月，全台設置二十廳，該庄隸屬於臺南廳。1903年（明治三十六年）6月，該庄編入「崇德區」，隸屬於臺南廳。1909年（明治四十二年）10月，合併二十廳為十二廳，崇德區仍隸屬於臺南廳。1920年（大正九年），廢十二廳改設五州二廳，該庄改制為「刣豬厝」大字，隸屬於臺南州新豐郡歸仁庄（新制街庄）。
戰後歸仁庄改制為歸仁鄉，隸屬於臺南縣，大字亦改制為村。1950年雲、嘉、南分治，歸仁鄉仍隸屬於臺南縣。2010年12月25日，因臺南縣市合併為直轄市臺南市，歸仁鄉改制為歸仁區，村亦改制為里。

## 聚落
本地區發展較早的聚落有刣豬厝（今武東）、圍仔內（已消失）、窩仔底（今北武東）等，在日治期初期的官方地圖上已有記載。

## 交通

### 鐵路
- 高鐵台南站
- 台鐵沙崙車站

### 公路
國道1號又稱「中山高速公路」，是貫穿台灣西部的兩條縱向高速公路之一，經過本地區西南端。最近的交流道在北側是省道台86線（東西向快速公路－台南關廟線）交會處的仁德系統交流道（省道台86線在本地區設有交流道）；在南側是省道台28線交會處的路竹交流道。由此等可快速前往國道1號沿線各地。
省道台86線又稱「東西向快速公路－台南關廟線」，經過本地區北部，並在區道南351線交會處設有大潭交流道。由此可快速前往其與國道1號交會處的仁德系統交流道，以及沿線各地。
省道台39線即高鐵橋下臺南段道路，北起新化區省道台20線路口，南至高雄市阿蓮區省道台28線路口。
區道南351線是八甲至大潭的道路。

## 公務機構
- 明德新村
  - 法務部矯正署臺南監獄
  - 法務部矯正署臺南看守所